# Grains présolaires

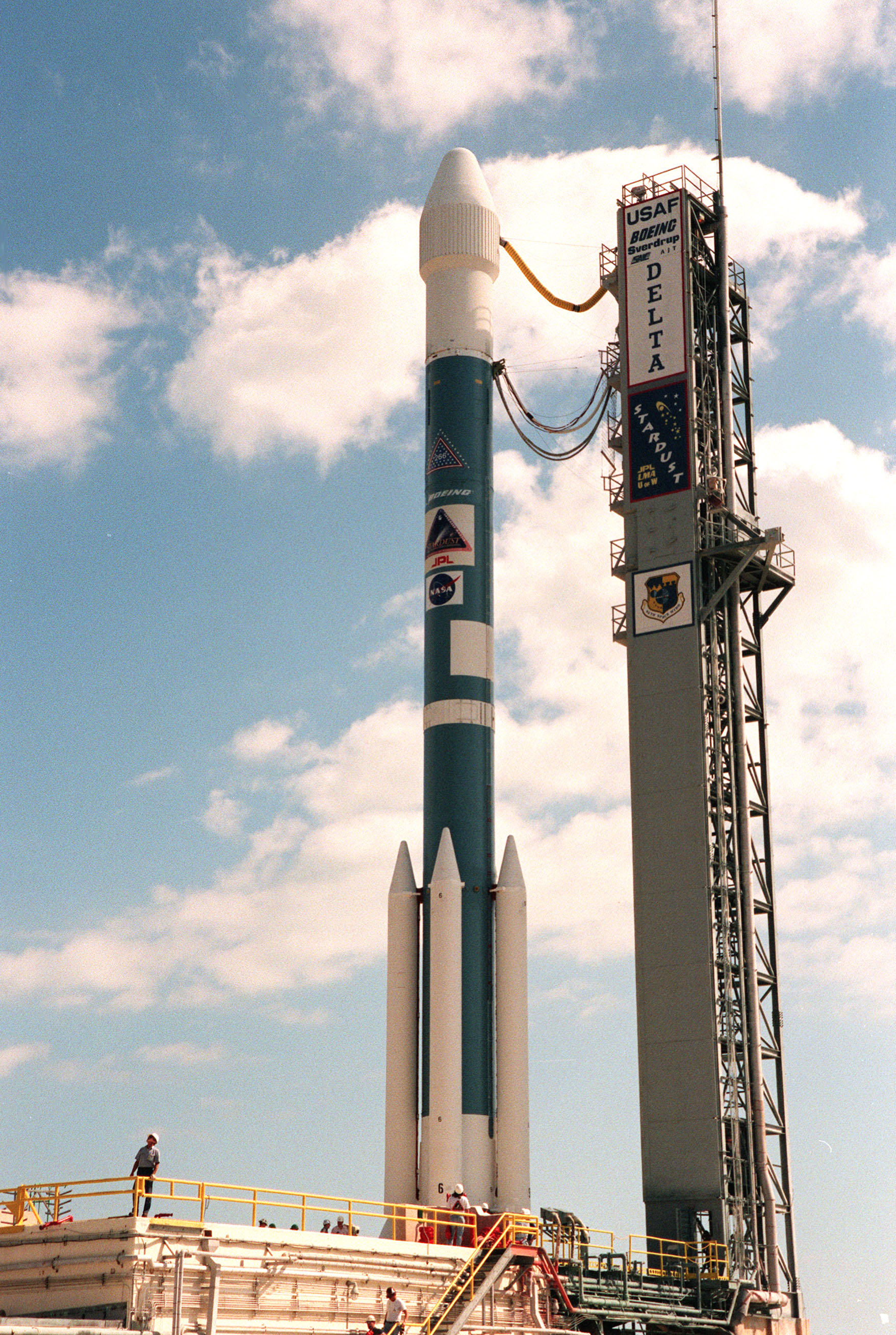
Fusée Boieng Delta II transportant le vaisseau spatial Stardust en attente de lancement. Stardust a eu une rencontre rapprochée avec la comète 81P/Wild en janvier 2004 et a également collecté de la poussière interstellaire contenant des grains interstellaires présolaires.

Les grains présolaires sont de la matière solide interstellaire sous la forme de minuscules grains solides apparus avant la formation du Soleil. Des grains de poussière d'étoile présolaire se sont formés dans les gaz sortant et refroidissant des étoiles présolaires antérieures.
La nucléosynthèse stellaire qui a eu lieu au sein de chaque étoile présolaire donne à chaque granule une composition isotopique unique à cette étoile mère, qui diffère de la composition isotopique empruntant souvent des processus nucléaires astrophysiques très spécifiques qui ont eu lieu au sein de l'étoile mère et prouvent leur origine présolaire,.

## Terminologie
Les météoriticiens utilisent souvent ce terme pour représenter la poussière d'étoile (ou stellaire), des grains provenant d'une seule étoile et qu'ils extraient des météorites pour les étudier. Étant donné que la plupart des grains interstellaires ne sont pas de la poussière d'étoile provenant d'une seule étoile, mais plutôt de la matière nuageuse interstellaire accrétée par grains présolaires plus petits, la plupart des grains présolaires ne sont pas non plus de la poussière d'étoile. Logiquement, toutes les poussières d'étoiles sont des grains présolaires ; mais tous les grains présolaires ne sont pas de la poussière d'étoile. Cette terminologie déroutante est fortement ancrée parmi les météoriticiens du XXIe siècle qui préférent utiliser les termes de manière interchangeable, de sorte que les deux usages devraient employer ou utiliser l'expression grains de poussière d'étoile présolaire pour poussière d'étoile.

## Histoire
Dans les années 1960, on a découvert que les gaz rares néon et xénon avaient des rapports isotopiques inhabituels dans les météorites primitives ; leur origine et le type de matière qui les contenait étaient un mystère. Ces découvertes ont été faites en vaporisant un échantillon massif d'une météorite dans un spectromètre de masse, afin de compter l'abondance relative des isotopes de la très petite quantité de gaz rares piégés sous forme d'inclusions. Au cours des années 1970, des expériences similaires ont permis de découvrir davantage de composants d'isotopes du xénon piégés. Des spéculations concurrentes sur les origines des composants isotopiques du xénon ont été avancées, toutes dans le cadre du paradigme existant selon lequel les variations étaient créées par des processus au sein d'un nuage de gaz solaire initialement homogène.
Un nouveau cadre théorique d'interprétation a été proposé dans les années 1970 lorsque Donald D. Clayton (en) a rejeté la croyance populaire parmi les météoriticiens selon laquelle le Système solaire était à l'origine un gaz chaud uniforme. Au lieu de cela, il a prédit que des compositions isotopiques thermiquement condensés qui s'étaient condensés lors de la perte de masse d'étoiles de différentes types. Il a soutenu que de tels grains existent dans tout le milieu interstellaire,. Les premiers articles de Clayton utilisant cette idée en 1975 décrivaient un milieu interstellaire peuplé de grains de supernova riches en isotopes radiogéniques de Ne et Xe qui avaient défini les radioactivités éteintes. Clayton a défini plusieurs types de grains présolaires de poussière d'étoiles susceptibles d'être découverts : les poussières d'étoiles provenant de géantes rouges, les sunocons (acronyme de SU pour NO va CON densates) issus de supernovas, les nebcons issus de la condensation nébulaire par accrétion d'atomes et de molécules gazeuses de nuages froids, et les novacons de la condensation nova. Malgré le développement actif et vigoureux de cette image, les suggestions de Clayton sont restées sous soutien pendant une décennie jusqu'à ce que de tels grains soient découverts dans les météorites.
La première conséquence sans ambiguïté de l'existence de poussière d'étoiles dans les météorites est venue du laboratoire d'Edward Anders (en) à Chicago, qui a découvert, en utilisant la spectrométrie de masse traditionnelle, que les abondances isotopiques du xénon contenues dans un résidu carboné insoluble dans l'acide qui restaient après que la masse de la météorite ait été détruite, dissous dans des acides correspondait presque exactement aux prédictions concernant le xénon isotopique dans la poussière d'étoile de la géante rouge. Il semblait alors certain que les grains de poussière d'étoile étaient contenus dans les résidus insolubles dans l'acide d'Anders. Trouver les véritables grains de poussière d'étoile et les documenter était un défi beaucoup plus difficile qui nécessitait de localiser les grains et de montrer que leurs isotopes correspondaient à ceux de la géante rouge. S'ensuivit une décennie de recherches expérimentales intenses pour tenter d'isoler des grains individuels de ces porteurs de xénon. Mais ce qu'il fallait réellement pour découvrir la poussière d'étoiles, c'était un nouveau type de spectromètre de masse capable de mesurer le plus petit nombre d'atomes dans un seul grain. Des sondes ioniques par pulvérisation ont été utilisées par plusieurs laboratoires pour tenter de démontrer un tel instrument. Mais les sondes ioniques contemporaines devaient être technologiquement bien meilleures.
En 1987, il a été découvert que les grains de diamant et les grains de carbure de silicium existaient en abondance dans ces mêmes résidus insolubles dans l'acide et contenaient également de grandes concentrations de gaz rares. Des anomalies isotopiques significatives ont à leur tout été mesurées par des améliorations de la spectrométrie de masse des ions secondaires (SIMS) au sein des éléments chimiques structurels de ces gains dans chaque grain de SiC n'avaient pas de rapports isotopiques solaires mais plutôt ceux attendus dans certaines étoiles géantes rouges. La découverte de la poussière d'étoiles est donc datée de 1987. Mesurer les rapports d'abondance isotopique des éléments structurels (par exemple le silicium dans un grain de SiC) dans des grains microscopiques de poussière d'étoiles avait nécessité deux étapes technologiques et scientifiques difficiles ; 1) ; localiser la poussière d'étoiles de la taille du micron. Des grains dans la masse écrasante de la météorite ; 2) ; développement de la technologie SIMS à un niveau suffisamment élevé pour mesurer les rapports d'abondance isotopique dans des grains de taille micrométrique. Ernst K. Zinner (en) est devenu un leader important dans les applications SIMS aux grains microscopiques,.

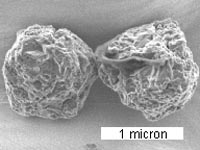
Grains présolaires de la météorite de Murchison.

En janvier 2020, l'analyse de la météorite de Murchison découverte en Australie en 1969 a révélé que sa poussière d'étoile d'était formée il y a 5 à 7 milliards d'années, soit plus vieille que le Soleil , vieux de 4,6 milliards d'années, faisant du météore et de sa poussière d'étoile le matériau solide le plus ancien jamais découvert sur Terre,,.

## Météorites
Des grains présolaires sont la matière solide contenue dans le gaz interstellaire avant la formation du Soleil. Les composants de la poussière d'étoiles peuvent être identifiés en laboratoire grâce à leurs abondance isotopiques anormales et son constitués de minéraux réfractaires qui ont survécu à l'effondrement de la nébuleuse solaire et à la formation ultérieure de planétésimaux.
Pour les chercheurs qui étudient les météorites, le terme grains présolaires désigne désormais les grains présolaires trouvés dans les météorites, constitués en grande partie de poussière d'étoiles. De nombreux autres type de poussières cosmiques n'ont pas été détectés dans les météorites. Les grains de poussière d'étoile présolaire ne représentent qu'environ 0,1 % de la masse totale des particules trouvées dans les météorites. Ces grains sont des matériaux isotopiquement distincts trouvés dans la matrice à grains fin des météorites, telles que les chondrites primitives. Leurs différences isotopiques par rapport à la météorite qui les entoure nécessitent qu'elles soient antérieures au Système solaire. La cristallinité de ces amas va des cristaux de carbure de silicium de taille micrométrique (jusqu'à 1013 atomes), jusqu'à celle d'un diamant de taille nanométrique (environ 1 000 atomes) et des cristaux de graphène sans couche de moins de 100 atomes. Les grains réfractaires ont acquis leurs structures minérales en se condensant thermiquement dans les gaz en expansion et refroidissement lent des supernovas et des géantes rouges.

## Caractérisation
Les grains présolaires sont étudiés à l'aide de microscope électronique à balayage ou à transmission (SEM/TEM) et de méthodes de spectrométrie de masse (spectrométrie de masse des gaz rares ; spectromètre de masse à ionisation par résonance (RIMS), spectrométrie de masse des ions secondaires (SIMS, NanoSIMS)). Les grains présolaires constitués de diamants ne mesurent que quelques nanomètres et sont donc appelés nanodiamants. En raison de leur petite taille, les nanodiamants sont difficiles à étudier et, bien qu'ils soient parmi les premiers grains présolaires découverts, on en sait relativement peu à leur sujet. Les tailles typiques des autres grains présolaires sont de l'ordre du micromètre.
Des grains présolaires constitués des minéraux suivants ont jusqu'à présent été identifiés :
- Grains de diamant (en) (C) de taille nanométrique (~ 2,6 nanomètres (1/10000000 po) de diamètre)[21] éventuellement formés par dépôt en phase vapeur[22].
- Particules et anions de graphite (C)[23], certains avec des noyaux graphène sans couche[24] ;
- Grains de carbure de silicium (SiC) de taille submicrométrique à micrométrique. Le SiC présolaire se présente sous forme de grains mono-polytypes ou d'intercroissances polytypiques. Les structures atomiques observées contiennent les deux prototypes d'ordre le plus bas : hexagonal 2H et cubique 3C (avec divers degrés de désordre de défauts d'empilement) ainsi que des grains de SiC désordonnées unidimensionnellement[25]. En comparaison, le SiC synthétisé dans les laboratoires terrestres est connu pour former plus d'une centaine de polytypes.
- Carbure de titane (TiC) et d'autres carbures dans les grains de C et SiC[26].
- Nitrure de silicium (Si3N4).
- Corindon (Al2O3)[27].
- Spinelle (MgAl2O4)[28].
- Hibonite (en) ((Ca, Ce) (Al, Ti, Mg)12O19)[29].
- Oxyde de titane (TiO2).
- Minéraux silicatés (olivine & pyroxène)

## Informations sur l'évolution stellaire
L'étude des grains présolaires fournit des informations sur la nucléosynthèse et l'évolution stellaire. Les grains portant la signature isotopique des types de nucléosynthèse nommés « processus r » (capture rapide de neutrons) et processus alpha (capture alpha) sont utiles pour tester les modèles d'explosions de supernova.
Par exemple, certains grains présolaires (grains de supernova) présentent de très grands excès de calcium 44, un isotope stable du calcium qui ne représente normalement que 2 % de l'abondance du calcium. Le calcium dans certains grains présolaires est composé principalement de 44Ca, qui est vraisemblablement les restes du radionucléide éteint titane 44, un isotope du titane qui se forme en abondance dans les supernovas à effondrement de cœur telles que SN 1987A après la capture rapide de quatre particules alpha par 28Si, après le début normal du processus de combustion de silicium et avant l'explosion de la supernova. Cependant, le 44Ti a une demi-vie de seulement 59 années et est bientôt entièrement converti en 44Ca. Des excès de produits de désintégration des nucléides calcium 41 (demi-vie de 99 400 ans) et d'aluminium 26 (730 000 ans), à vie plus longue mais éteints, ont également été détectés dans ces grains. Les anomalies isotopiques à processus rapide de ces grains comprennent des excès relatifs d'azote 15 et d'oxygène 18 par rapport aux abondances du Système solaire, ainsi que des excès de nucléides stables riches en neutrons 42Ca et 49Ti.
D'autres grains présolaires fournissent des informations isotopiques et physiques sur des étoiles géantes symptotiques, qui ont fabriqué la plus grande partie des éléments réfractaires plus légers que le fer dans la galaxie. Étant donné que les éléments contenus dans ces particules ont été fabriqués à des moments (et à des endroits) différents au début de la Voie lactée, l'ensemble des particules collectées donne un aperçu de l'évolution galactique avant la formation du Système solaire.
En plus de renseigner sur la nucléosynthèse des éléments du grain, les grains solides renseignent sur les conditions physico-chimiques dans lesquelles ils se sont condensés et sur les événements postérieurs à leur formation. Par exemple, considérons les géantes rouges, qui produisent une grande partie du carbone de notre galaxie. Leurs atmosphères sont suffisamment froides pour que des processus de condensation puissent avoir lieu, entraînant la précipitation de particules solides (c'est-à-dire des agglomérations de plusieurs atomes d'éléments tels que le carbone) dans leur atmosphère. Ceci est différent de l'atmosphère du Soleil, qui est trop chaude pour permettre aux atomes de se transformer en molécules plus complexes. Ces fragments solides de matière sont ensuite injectés dans le milieu interstellaire par pression de rayonnement. Ainsi, les particules portant la signature de la nucléosynthèse stellaire fournissent des informations sur (i) les processus de condensation dans les atmosphères des géantes rouges, (ii) les processus de rayonnement et de chauffage dans le milieu interstellaire, et (iii) les types de particules qui transportaient les éléments dont nous sommes fait, à travers la galaxie jusqu'à notre Système solaire.